# 华南扁颅蝠
华南扁颅蝠（学名：Tylonycteris fulvida），一种分布于东南亚中南半岛及中国华南地区的蝙蝠，隶属于蝙蝠科扁颅蝠属。本种原被视为扁颅蝠（Tylonycteris pachypus）的一个亚种，2014年研究人员从分子、染色体和超声波等对华南分布的扁颅蝠进行了比较，建议将该种的华南亚种提升为种。